# برونتسوو
برونتسوو (به آلمانی: Brünzow) یک شهر در آلمان است که در فرپومرن-گرایفسوالد واقع شده‌است. برونتسوو ۷۰۵ نفر جمعیت دارد.